# Línea 418 (Buenos Aires)
La línea 418 es una línea de colectivos de la Provincia de Buenos Aires. Une la estación de Berazategui con la Plaza Moreno de la Ciudad de La Plata. La línea es operada por Unión Platense S.R.L.
La línea era correspondiente a la línea 129, que era operada por la desaparecida compañía "Río de La Plata", que la usaba como ramal de colectivo de esta (más específicamente se trata del ex ramal 31).
Desde octubre del 2010, el gobierno de la provincia de Buenos Aires le dio la concesión a la empresa Unión Platense que opera las líneas 202 (La Unión), 214, 273, 290 (La Plata - Las Flores) (EX 208 B), 411 (Expreso La Plata) (La Plata - Magdalena/Verónica), Línea Sur de La Plata, Línea Norte de La Plata y 520 (EX Este). En junio del 2011 se extendió hasta la Estación Ranelagh y en diciembre del mismo año, hasta el centro de Berazategui.

## Cuánto demora 418 berazategui ,la plata.?
LA PLATA – BERAZATEGUI
Ida: Desde 8 y Av. 44 por esta, Av. 13, Distribuidor Pedro Benoit, Camino Gral. Belgrano, 508, Camino Centenario, Camino Gral. Belgrano, 53, Barrio Marítimo, 138, Av. Bemberg, 149, Av. Eva Perón, 139, 29, 137, 365, Av. Agote, 366, Av. este, Estación Ranelagh, 359, Av. Eva Perón, Av. Vergara, Av. 14, Lisandro de la Torre, 17, 150, 12, 146, Lisandro de la Torre hasta Av. 14.
Regreso: Por similar recorrido.

## Anteriores dueños
- "Compañía de Transportes Río de La Plata S.A.". Por Disposición N.º 1791/90. Motivo de fin de recorrido: abandono.
- "Inversiones Comerciales Parque U.T.E" (Viasur). Por Disposición N° 1986/05. Continuó operando hasta que esta empresa fue reemplazada.
- "Transportes Automotor Plaza S.A.C.e.I". Por Disposición (desconocida). Motivo de fin de recorrido: abandono.